# Медаль «20 років тенге»
Ювілейна медаль «20 років тенге» (каз. Теңгеге 20 жыл) — державна нагорода Республіки Казахстан, заснована на підставі Указу Президента Республіки Казахстан від 2 вересня 2013 року на відзначення 20-річчя від дня введення в обіг національної валюти Республіки Казахстан — тенге.

## Положення про медаль
- Ювілейною медаллю нагороджуються громадяни Республіки Казахстан та іноземні громадяни, які зробили значний внесок у функціонування національної валюти Республіки Казахстан — тенге.
- Порядок виготовлення ювілейної медалі та подання до нагородження ювілейною медаллю визначається Головою Національного Банку Республіки Казахстан.
- Вручення ювілейної медалі здійснюється від імені Президента Республіки Казахстан:
  - Головою Національного Банку Республіки Казахстан;
  - заступниками Голови Національного Банку Республіки Казахстан;
  - першими керівниками філій, представництв, відомств, організацій Національного Банку Республіки Казахстан;
  - уповноваженими особами, які визначаються Головою Національного Банку Республіки Казахстан.
- Разом із ювілейною медаллю нагородженій особі вручається посвідчення встановленого зразка.
- Вручення ювілейної медалі проводиться в урочистій атмосфері нагородженій особі особисто. Перед врученням оголошується наказ Голови Національного Банку Республіки Казахстан про нагородження.
- Ювілейна медаль носиться на лівому боці грудей. За наявності державних нагород Республіки Казахстан ювілейна медаль розташовується після них.
- Про вручення ювілейної медалі у списку для нагородження робиться відповідний запис.
- Списки для нагородження, а також невручені ювілейні медалі та посвідчення до них повертаються до підрозділу роботи з персоналом Національного Банку Республіки Казахстан із зазначенням причин повернення у списках для нагородження.
- Облік вироблених нагороджень, і навіть звітність про перебіг вручення ювілейних медалей ведеться підрозділом роботи з персоналом Національного Банку Республіки Казахстан.

## Опис
Ювілейна медаль «Теґеге 20 жи» (далі — ювілейна медаль) складається з двох частин — колодки та підвіски. Ювілейна медаль має форму неправильного квадрата з діаметром описаного кола 34 мм.
На лицьовій стороні ювілейної медалі в центральній частині розміщено число «20» з рельєфним зображенням на ньому променів сонця й орла, у верхній частині ювілейної медалі розташований напис «теґеге», у нижній — «жил», ліворуч і праворуч зображений національний орнамент.
Реверс медалі матований, у нижній частині виступає логотип Казахстанського монетного двору.
Ювілейна медаль виготовлена зі сплаву нейзильбер.
Ювілейна медаль за допомогою вушка та кільця з'єднується з колодкою шириною 32 мм та висотою 50 мм, обтягнутою темно-зеленою муаровою стрічкою. Посередині колодки розташована накладка у вигляді рельєфної вертикальної лаврової гілки з нейзильбера шириною 8 мм.
Ювілейна медаль за допомогою шпильки із візорним замком кріпиться до одягу.
Медаль виготовлена на Казахстанському монетному дворі в Усть-Каменогорську.